# Brigalowia
Brigalowia is een geslacht van kevers uit de familie van de loopkevers (Carabidae). De wetenschappelijke naam van het geslacht is voor het eerst geldig gepubliceerd in 2006 door Baehr.

## Soorten
Het geslacht Brigalowia is monotypisch en omvat slechts de volgende soort:
- Brigalowia setifera Baehr, 2006